# 지속 가능성

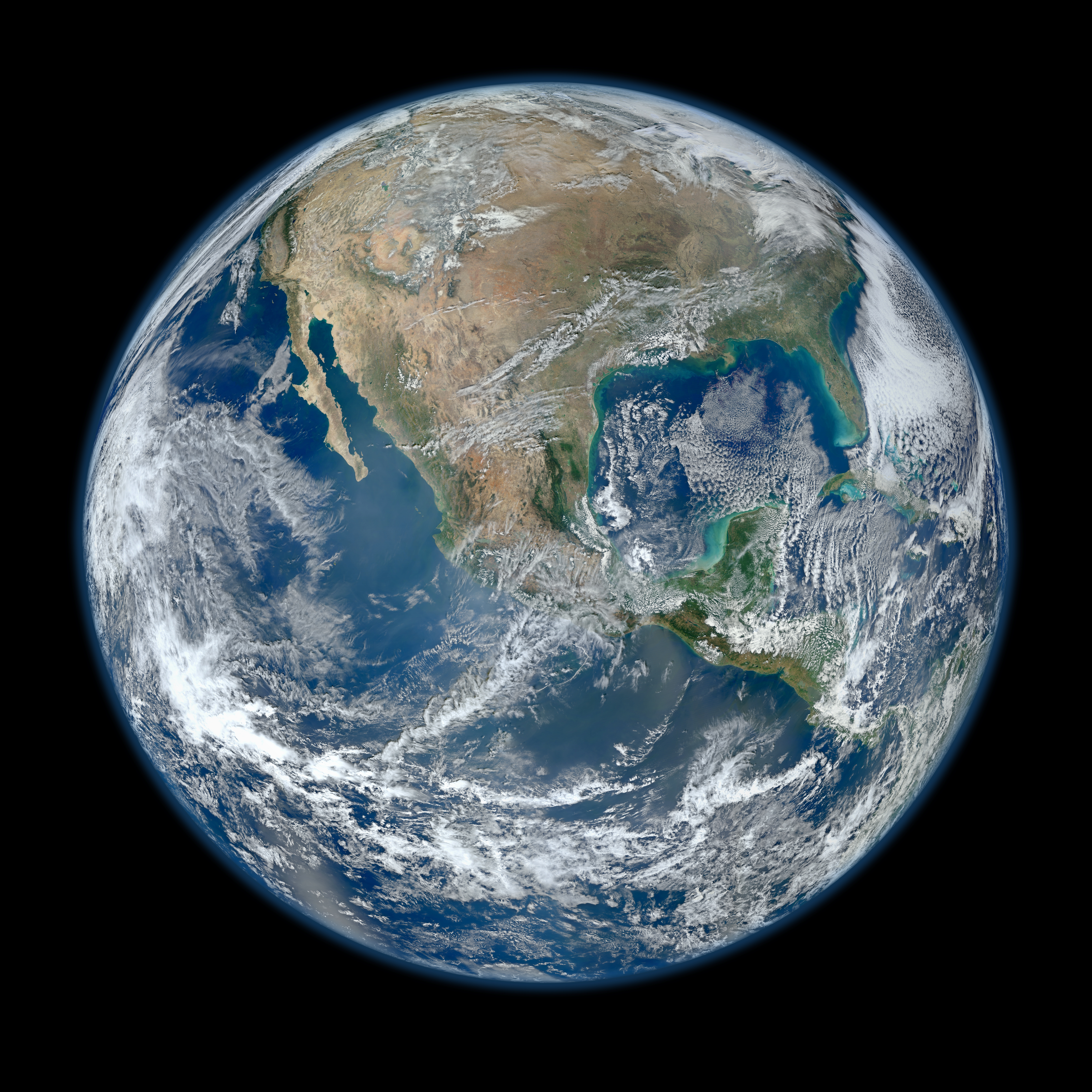

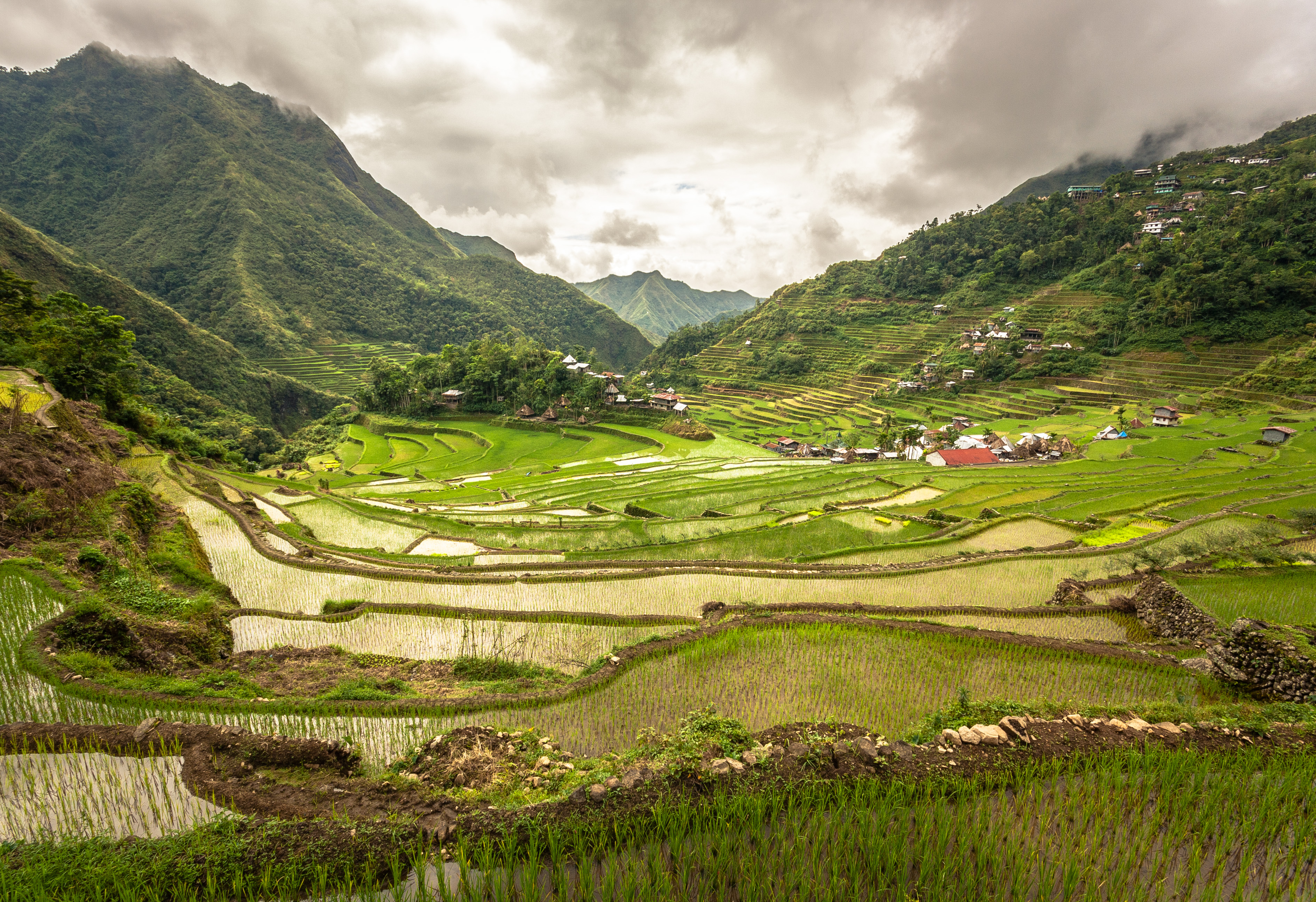

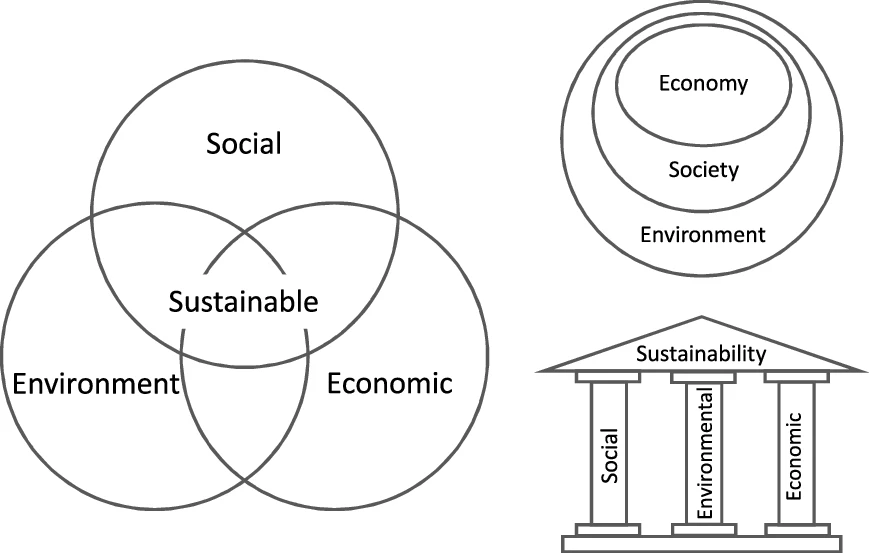
지속가능성의 기둥 시각화

지속 가능성(持續可能性)이란 일반적으로, 특정한 과정이나 상태를 유지할 수 있는 능력을 의미한다. 이 용어는 문헌, 맥락, 및 시간에 따라 다양하게 해석될 수 있다. 전문가들은 종종 지속 가능성을 환경,경제, 사회의 세 가지 차원으로 설명하곤 한다. 현재는 생물학적, 생활 체계와 관련하여 주로 쓰인다. 생태학적 용어로서의 지속가능성은 생태계가 생태의 작용, 기능, 생물 다양성, 생산을 미래로 유지할 수 있는 능력이다.
생태적 차원에서 지속가능성은 기후 변화, 생물 다양성 손실, 생태계 서비스 손실, 토지 황폐화 등 주요 환경 문제에 대응하는데 초점을 두고 있다. 연관 개념으로는 지속가능발전이 있으며 같은 의미로 사용되고 있다.
인간 사회의 환경, 경제, 사회적 양상의 연속성에 관련된 체계적 개념이다. 지속 가능성은 문명과 인간 활동, 즉 사회를 구성하는 수단으로 의도된 것으로, 이것의 옹호자들은 그들의 필요를 절충하고 현재 한도에서 최대한의 가능성을 짜내면서도, 생물 다양성과 생태계를 보존하고 그러한 이념을 지속적으로 유지하기 위한 계획과 활동을 수행한다. 지속 가능성의 개념은 지역의 이웃으로부터 지구 전체에 이르기까지 모든 곳에 영향을 미친다.
지속가능성을 지표로 측정하고 수치화하는 것은 어렵다. 지표는 환경,사회,경제적 영역을 고려하며 측정항목은 점차 발전하고 있다.
지속가능성 전환이 실현되기 위해서는 넘어야 할 많은 장벽이 있다. 자연 그 자체의 복잡성이나 국가의 지배적인 제도적 틀을 그 예로 들 수 있다.
사람들은 환경적 지속가능성을 위해 다양한 접근 방식을 취할 수 있다. 여기에는 생태계 서비스 유지, 공동 자원 보호 및 공동 창조, 음식물 쓰레기 감소, 식물성 식품으로의 식단 전환 촉진 등이 포함된다. 새로운 기술을 장려하고 재생 가능 에너지원을 채택하는 동시에 화석연료에 대한 보조금을 단계적으로 폐지하는 나라도 늘고 있다.
지속 가능한 개발의 장벽을 극복하는 여러가지 방법 중 가장 대표적인 것은 경제 성장과 환경 보존을 분리하는 것이다. 이는 경제 성장에 있어 생산량 단위당 더 작은 자원을 사용한다는 것을 의미한다. 이는 오염과 같은 경제 성장의 환경 영향을 줄이지만 매우 어렵다. 또한 환경 보존은 글로벌 차원의 문제이기에 글로벌적인 동참이 필요하다.
정부는 지속가능성을 위한 대표적인 주체이다. 하지만 민간, 기업 또한 지속가능성을 위해 활동할 수 있다. 민간 영역의 기업은 생태학적 관심을 경제 활동과 통합하려 노력해왔다.종교 지도자들도 자연과 환경 안정에 대해 지속적으로 강조해왔다.
지속가능성의 개념은 다양한 비판에 직면해 왔다. 개념적으로 모호며 달성 불가능한 목표에 불과하다는 것이다.일부 전문가들은 "생물물리학적 행성 경계를 넘지 않고는 시민들이 필요로 하는 것을 제공하는 국가는 없다"고 지적했다.

## 정의
현재 사용량
지속가능성은 사람들이 가치있게 여기거나 바람직하다고 생각하는 것에 기반을 두고 있다. 지속 가능성에 대한 탐구에는 과학적 연구를 통해 알려진 것을 사람들이 미래에 원하는 것을 추구하는 응용 프로그램에 연결하는 것이 포함된다.
지속 가능성이란 쉽게 말해 현재는 물론 불확실한 미래에도 사람과 환경에 모두 최선을 주는 것이다. 1987년의 브룬틀랜드 보고서(Brundtland Report)에 따르면 지속 가능성이란 "미래 세대의 가능성을 제약하는 바 없이, 현 세대의 필요와 미래 세대의 필요가 조우하는 것"이다.
원래 용어인 '지속가능한 발전'은 미국의 의제 21(아젠다 21) 계획에서 채택된 용어다. 어떤 이들은 '지속가능한 발전'이라는 표현이 '끊임없는 발전'의 의미를 연상시키는 포괄적인 용어라고 비판하며, 이 용어의 사용을 실제적인 개발 활동의 영역만으로 제한해야 한다고 주장한다. '지속가능성'은 그러나 오늘날의 모든 인간 활동에 대한 포괄적인 용어로 사용되고 있다.
1983년 UN 환경개발위원회는 오늘날 지속가능성이라는 용어의 사용에 큰 영향을 끼쳤다. 위원회의 1987년 Brundtland 보고서는 지속 가능한 개발 에 대한 정의를 제공했다.
지속 가능성의 의미를 설명하는 다른 주요 개념은 다음과 같다.
- 모호한 개념일 수도 있지만 긍정적인 의미에서는 목표가 적용된 접근법이나 수단보다 더 중요하다.
- 모든 것을, 모든 곳에서, 영원히 유지하는 것은 불가능하기 때문에 선택이 중요하다.
- 규모은 공간과 시간 모두에서 중요하며 장소도 중요하다.
- 한계가 존재한다.

특정 정의
학자들은 지속 가능성을  하나의 구체적인 개념으로 정의하기 결코 불가능할 수도 있다고 말한다. 하지만 이 개념은 여전히 유용하다. 이를 정의하려는 시도는 다음과 같다.
- 지속 가능성은 장기적으로 바람직한 재료나 조건의 상태와 가용성을 유지하거나 개선하는 능력으로 정의할 수 있다.
- 지속 가능성은 공동체, 사회 기관 또는 사회적 관행의 장기적인 생존 가능성이다. 일반적으로 지속가능성은 현재 사람들이 취하는 환경 및 경제적 행동이 환경을 저하시키지 않는 세대 간 윤리의 한 형태로 이해된다. 미래의 사람들이 비슷한 수준의 부, 효용, 복지를 누릴 수 있는 기회를 제공한다.[14]

일부 정의는 환경적 차원에 초점을 맞춘다. 옥스퍼드 영어 사전은 지속가능성을 "환경적으로 지속 가능한 속성, 천연 자원의 장기적인 고갈을 피하면서 프로세스나 기업이 유지되거나 지속될 수 있는 정도"로 정의한다.
역사적 사용법
지속 가능성이라는 용어는 라틴어 sustinere 에서 파생됐다. "지탱하다"는 유지하다, 지지하다, 지탱하다, 견딘다는 의미를 가질 수 있다.따라서 지속가능성은 장기간에 걸쳐 지속되는 능력이다.
과거에는 지속가능성이란 환경적 지속가능성을 의미했다. 이는 미래의 사람들이 장기적으로 계속해서 천연자원에 의존할 수 있도록 천연자원을 사용하는 것을 의미했다.지속 가능성의 개념, 즉 독일어로 Nachhaltigkeit는 Hans Carl von Carlowitz (1645-1714) 로 거슬러 올라가도 확인할 수 있다.1713년 작품 Silvicultura oeconomica 에서 그는 "최고의 예술/과학/근면함은 [...] 지속적이고 지속적이며 지속 가능한 사용이 가능하도록 목재를 보존하고 다시 심는 것"이라고 썼다.
아이디어 자체는 매우 오랜 시간을 거슬러 올라간다. 공동체는 장기적으로 자신을 지탱할 수 있는 환경의 용량에 대해 항상 걱정해 왔다. 많은 고대 문화, 전통 사회 및 원주민은 천연 자원의 사용을 제한해 왔다.
지속가능발전과의 비교
지속가능성과 지속 가능한 발전이라는 용어는 밀접한 관련이 있다. 사실, 같은 의미로 사용되는 경우가 많다. 두 용어 모두 "지속 가능성의 세 가지 차원" 개념과 연결된다. 한 가지 차이점은 지속가능성이 일반적인 개념인 반면, 지속가능한 개발은 정책이나 조직 원칙이 될 수 있다는 것이다. 학자들은 지속 가능한 개발은 주로 인간의 행복에 초점을 맞추기 때문에 지속 가능성이 더 넓은 개념이라고 말한다.

## 차원 및 영역

지속가능성 영역 벤 다이어그램

학자들은 일반적으로 지속 가능성의 세 가지 영역을 구분한다. 환경적인 것, 사회적인 것, 경제적인 것이 그것이다. 이 개념에는 여러 용어가 사용된다. 학자들은 일반적으로 지속 가능성의 세 가지 영역을 구분한다. 환경적인 것, 사회적인 것, 경제적인 것이 그것이다.
여기서 영역은 관점, 요소 또는 목표로 다양하게 해석될 수 있지만 이 맥락에서는 모두 같은 의미다. 이러한 3가지 영역에 대해선 이론적 기초가 거의 없다. 학자들 또한 영역 구별 자체에 대해 거의 의문을 제기하지 않는다. 지속가능성 영역을 이처럼 3가지 영역으로 나타낸 것은 대다수의 문헌에서  채택한 지배적인 해석이다.
브룬틀랜드 보고서는 환경과 개발은 분리될 수 없으며 지속 가능성을 추구하는 데 함께 진행돼야 한다고 주장한다. 지속 가능한 발전은 환경과 사회 문제를 연결하는 글로벌 개념으로 설명되었다. 개발도상국 과 선진국 모두에게 지속 가능한 발전이 중요하다고 덧붙였다.
계층구조
학자들은 지속 가능성의 세 가지 차원에 순위를 매기는 방법에 대해 논의했다. 많은 출판물에서는 환경적 측면이 가장 중요하다고 말한다.
많은 전문가들은 생태학적 완전성을 보호하는 것이 지속 가능성의 핵심이라고 말한다. 만약 그렇다면, 환경적 차원은 경제 및 사회 발전에 한계를 설정한다.

세 개의 중첩된 타원이 있는 다이어그램은 지속 가능성의 세 가지 차원 사이의 계층 구조를 나타낸다. 즉, 경제 와 사회 모두 환경적 한계 에 의해 제약을 받는다.

세 개의 중첩된 타원이 있는 다이어그램은 계층 구조와 함께 지속 가능성의 세 가지 차원을 보여주는 한 가지 방법이다. 이 그림에서 환경은 사회를 포함하고, 사회는 경제적 조건을 포함한다. 즉 영역 간 계층 구조를 강조한다.

지속 가능한 개발 목표를 위한 웨딩 케이크 모델은 환경 차원 또는 시스템이 다른 두 차원의 기초가 되는 중첩 타원 다이어그램과 유사하다.

또 다른 모델은 비슷한 방식으로 세 가지 차원을 보여준다. 이 SDG 웨딩 케이크 모델에서 경제권은 사회 시스템의 작은 하위 집합이다. 그리고 사회 시스템은 생물권의 작은 부분 집합이다.
2022년 평가에서는 지속 가능한 개발 목표의 정치적 영향을 조사했다. 평가 결과, "지구 생명 유지 시스템의 통합"이 지속 가능성에 필수적이라는 사실이 밝혀졌다. 저자들은 "SDGs는 지구, 사람, 번영에 대한 관심이 모두 하나의 지구 시스템의 일부이며, 사람들이 행성의 온전함을 보호하는 것이 목적을 위한 수단이 아니라 지구 전체의 목적이 되어야 한다는 점을 인식하지 못한다. 그 자체".환경 보호 측면은 SDGs의 명시적인 우선순위가 아니다. 이는 국가가 개발 계획에서 환경에 덜 비중을 두도록 장려할 수 있으므로 문제를 야기한다.저자는 "행성 규모의 지속 가능성은 지구의 생물물리학적 한계를 인식하는 포괄적인 행성 완전성 목표 하에서만 달성 가능하다"고 말한다.

환경 지속 가능성
환경적 차원은 지속 가능성의 전반적인 개념의 핵심이다. 1960년대와 1970년대에 사람들은 환경 오염에 대해 점점 더 인식하게 되었다. 이는 지속가능성과 지속가능한 발전에 대한 논의로 이어졌다. 이 과정은 1970년대 환경 문제에 대한 관심으로 시작되었다. 여기에는 자연 생태계나 천연자원, 인간 환경이 포함된다. 나중에는 인간 사회를 포함하여 지구상의 생명을 지원하는 모든 시스템으로 확장되었다. 환경에 대한 이러한 부정적인 영향을 줄이면 환경의 지속 가능성이 향상된다.
환경오염은 새로운 현상이 아니다. 그러나 그것은 대부분의 인류 역사에서 단지 지역적 , 지역적 관심사 였을뿐이다. 20세기에 들어서면서 지구 환경 문제에 대한 인식이 높아졌다. DDT 와 같은 살충제의 유해한 영향과 전 세계적인 확산은 1960년대에 정밀 조사를 받았다. 1970년대에는 염화불화탄소 (CFC) 가 오존층을 고갈시키고 있다는 사실이 드러났다. 이로 인해 1987년 몬트리올 의정서 에 따라 CFC가 사실상 금지되었다.
20세기 초에 아레니우스(Arrhenius)는 온실 가스가 기후에 미치는 영향에 대해 논의했다.인간 활동으로 인한 기후 변화는 수십 년 후 학문적, 정치적 주제가 되었다. 이에 따라 1988년 IPCC가 , 1992년 UNFCCC가 설립됐다.
1972년에는 유엔 인간환경회의가 열렸다. 환경 문제에 관한 최초의 UN 회의였다. 인간 환경을 보호하고 개선하는 것이 중요하다고 명시했다.야생동물과 자연서식지를 보호할 필요성을 강조했다.
2000년에 UN은 8가지 새천년개발목표를 발표했다. 목표는 2015년까지 지구촌이 이를 달성하는 것이었다. 목표 7은 "환경 지속가능성 보장"이었다. 그러나 이 목표에는 사회적, 경제적 지속가능성이라는 개념이 언급되지 않았다.
지속 가능성의 환경적 측면에 있어 특정 문제가 공개 토론을 지배하는 경우가 많다. 21세기에는 이러한 문제에는 기후 변화 , 생물 다양성 및 오염이 포함된다. 다른 세계적인 문제로는 생태계 서비스 의 손실, 토지 황폐화, 축산업으로 인한 환경적 영향 , 해양 플라스틱 오염 및 해양 산성화를 포함한 대기 및 수질 오염 등이 있다.많은 사람들은 인간이 환경에 미치는 영향을 걱정한다. 여기에는 대기, 토지, 수자원 에 대한 영향이 포함된다.
인간 활동은 이제 지구의 지질학과 생태계에 영향을 미친다. 이로 인해 Paul Crutzen은 현재의 지질학적 시대를
인류세( Anthropocene ) 라고 부르게 되었다. 예를 들어 인간 활동이 생태계에 미치는 영향은 기후 시스템의 전환점에 도달할 수 있다.
경제적 지속 가능성

순환 경제는 경제적 지속 가능성의 측면을 개선할 수 있다(왼쪽: '수취, 제작, 낭비' 선형 접근 방식, 오른쪽: 순환 경제 접근 방식).

지속 가능성의 경제적 측면은 논란의 여지가 있다. 이는 지속 가능한 개발 내의 개발이라는 용어가 다른 방식으로 해석될 수 있기 때문이다. 일부에서는 이를 경제발전과 성장만을 의미하는 것으로 받아들일 수도 있다. 이는 환경에 해로운 경제 시스템을 촉진할 수 있다. 다른 사람들은 환경 보존과 기본적인 필요 사항 (음식, 물, 건강 및 보호소) 에 대한 복지 목표 달성 간의 균형에 더 중점을 둔다.
경제 발전은 실제로 기아나 에너지 빈곤을 줄일 수 있다. 이는 특히 최빈국 의 경우에 해당된다. 이것이 바로 지속가능발전목표 8이 사회적 진보와 복지를 촉진하기 위한 경제 성장을 요구하는 이유이다. 첫 번째 목표는 " 최빈국에서 연간 최소 7%의 GDP 성장"이다. 그러나 환경에 미치는 영향을 줄이면서 경제 활동을 확대하는 것이 과제이다.즉, 인류는 환경에 과도한 부담을 주지 않고 사회적 진보(잠재적으로 경제 발전을 통해)에 도달할 수 있는 방법을 찾아야 한다.
Brundtland 보고서는 빈곤이 환경 문제를 야기한다고 말한다. 빈곤도 그 결과이다. 따라서 환경 문제를 해결하려면 세계 빈곤과 불평등의 원인을 이해해야 한다.보고서는 지속적인 인류 발전을 위한 새로운 개발 경로를 요구한다. 이는 지속가능성이 개발도상국과 선진국 모두의 목표임을 강조한다.
UNEP와 UNDP는 2005년 세 가지 목표를 가진 빈곤 환경 이니셔티브(Poverty-Environment Initiative)를 시작했다. 이는 극심한 빈곤, 온실가스 배출, 순 자연자산 손실을 줄이는 것이다. 구조 개혁에 대한 이 가이드는 국가가 SDGs를 달성할 수 있게 해줄 것이다.
사회적 지속 가능성

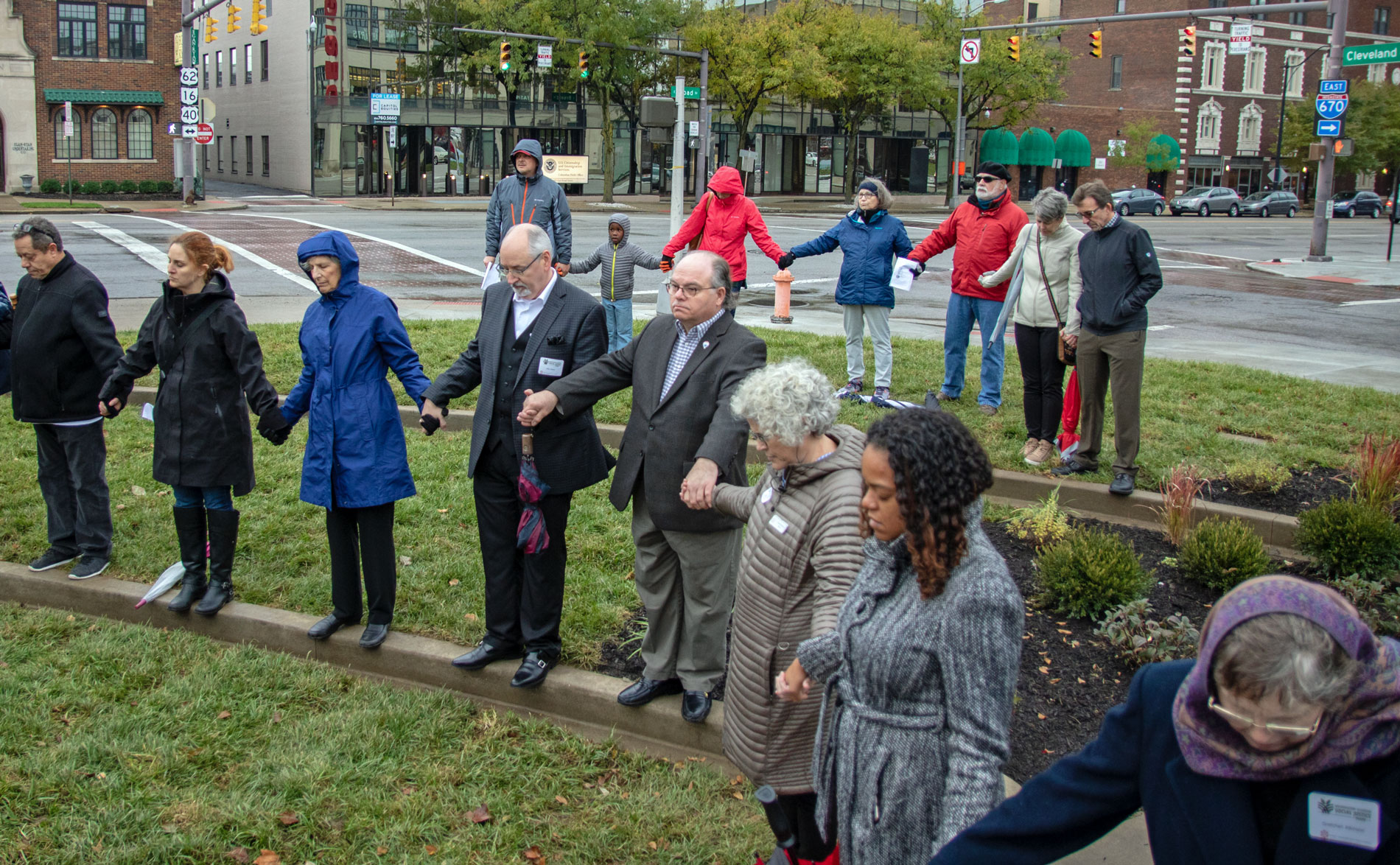
사회 정의는 사회적 지속 가능성의 한 부분일 뿐이다.

지속가능성에 대한 사회적 정의는 사람들이 핵심 영역에서 구조적 장애물에 직면하지 않으면 사회적 측면에서 사회가 지속 가능하다고 말한다. 이러한 핵심 영역은 건강, 영향력, 역량, 공정성 및 의미 형성이다.
일부 학자들은 사회적 문제를 논의의 중심에 두기도 한다.그들은 지속 가능성의 모든 영역이 사회적이라고 제안한다. 여기에는 생태학적, 경제적, 정치적, 문화적 지속가능성이 포함된다. 이러한 영역은 모두 사회적인 것과 자연적인 것 사이의 관계에 달려 있다.
지속 가능한 사회 시스템을 위한 전략은 많다. 교육 여건 개선과 여성의 정치적 권한 획득도 이에 포함된다. 특히 개발도상국은 더욱 그렇다. 사회적 안전망을 강화한다면 취약계층의 생활이 보장돼 사회적 지속가능성에 기여할 수 있다.
사회적 지속가능성이 높아질수록 공동체의 삶의 질(공정성,다양성이 보장되며 민주적인)은 더욱 올라갈 것이다.

## 측정 기준 간 상호작용
환경적, 경제적 차원
사람들은 지속가능성의 환경적 차원과 경제적 차원 사이의 관계에 대해 종종 논쟁을 벌이다.학계에서는 이를 약하고 강한 지속가능성이라는 용어로 논의한다. 그 모델에서 약한 지속 가능성 개념은 인간이 만든 자본이 자연 자본의 대부분을 대체할 수 있다고 말한다. 자연 자본은 환경자원을 기술하는 방식이다. 사람들은 그것을 자연이라고 부를 수도 있다. 이에 대한 예는 오염을 줄이기 위해 환경 기술을 사용하는 것이다.
해당 모델의 반대 개념은 강력한 지속 가능성이다. 이는 자연이 기술이 대체할 수 없는 기능을 제공한다고 가정한다.따라서 강력한 지속가능성은 생태학적 완전성을 보존할 필요성을 인정한다. 이러한 기능의 상실로 인해 많은 자원과 생태계 서비스를 복구하거나 복구하는 것이 불가능해진다. 수분 및 비옥한 토양 과 함께 생물 다양성이 그 예이다. 다른 것들은 깨끗한 공기, 깨끗한 물, 기후계의 규제이다.
절충점
지속 가능성의 다양한 차원 간의 균형은 논쟁의 일반적인 주제이다. 지속가능성의 환경적, 사회적, 경제적 측면의 균형을 맞추는 것은 어렵다. 이는 각각의 상대적 중요성에 대해 종종 의견 차이가 있기 때문이다. 이를 해결하기 위해서는 차원을 통합하고 균형을 맞추고 조정하는 작업이 필요하다.
일부에서는 지속가능발전목표가 비현실적이라고 주장하기도 한다. 보편적인 인류 복지에 대한 그들의 목표는 지구와 생태계의 물리적 한계와 충돌한다.

## 측정 도구

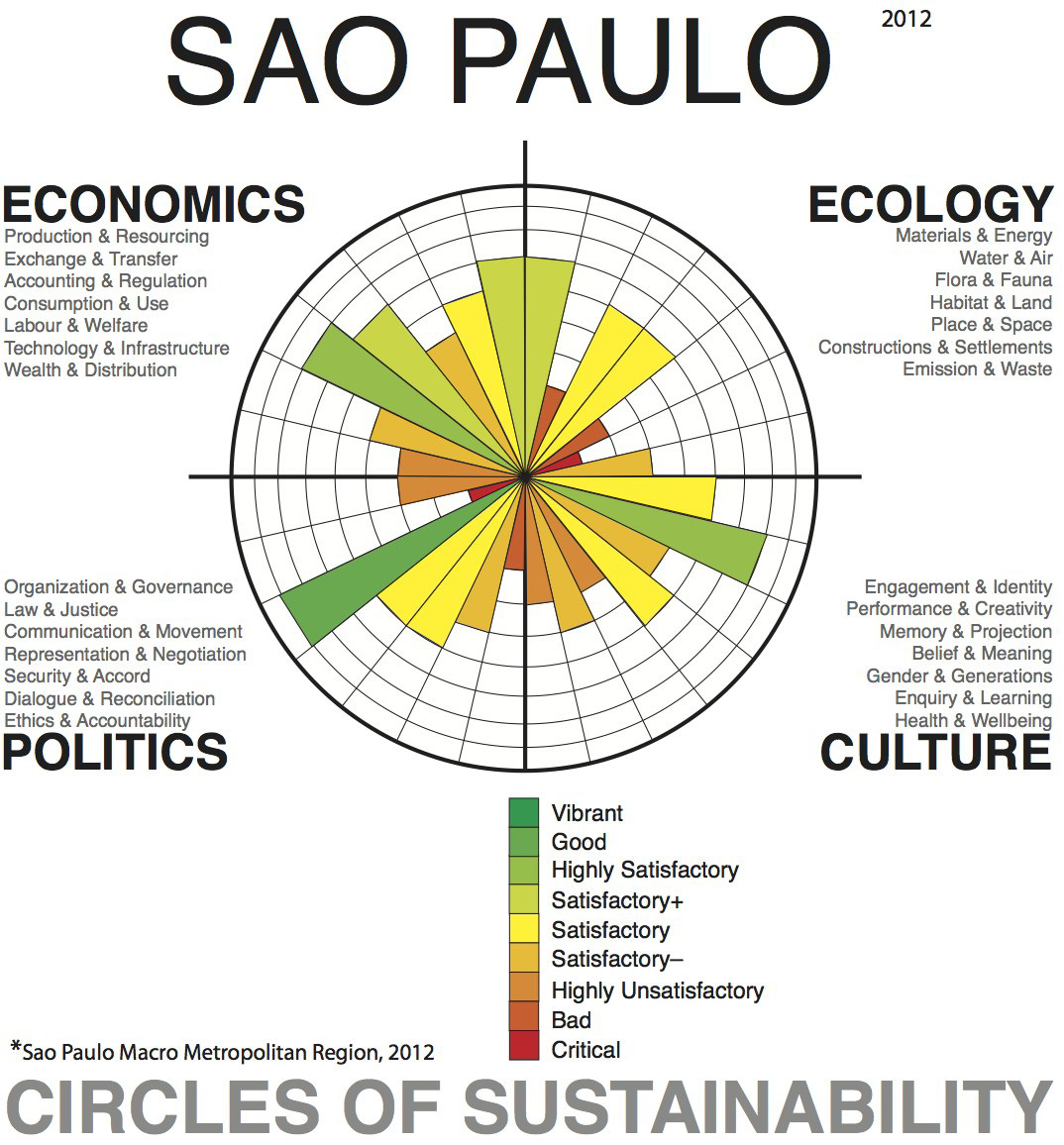
UN과 메트로폴리스 협회(Metropolis Association)의 ' 지속가능성 서클(Circles of Sustainability)' 방법을 사용하여 상파울루 시의 대도시 지역에 대한 도시 지속가능성 분석.

지속 가능성 측정은 어떤 것이 얼마나 지속 가능한지 측정하는 일련의 프레임워크 또는 지표이다. 여기에는 프로세스, 제품, 서비스 및 비즈니스가 포함된다. 지속가능성은 정량화하기 어렵고 심지어 측정 자체가 불가능할 수도 있다. 지속가능성을 측정하기 위해서 환경,사회,경제 영역이 고려된다. 여기에는 공정무역 시스템, 지속가능성 표준 인증 같은 다양한 시스템이 포함된다.
인간이 환경에 미치는 영향

인간이 지구에 미치는 영향을 측정하거나 설명하는 방법에는 여러 가지가 있다. 여기에는 생태발자국, 생태부채, 환경용량, 지속 가능한 생산량이 포함된다. 지구는 무한하지 않는다. 지구에 대한 돌이킬 수 없는 피해를 방지하려면 이러한 기준점을 넘지 않는 것이 중요하다.
IPAT formula는 인간이 환경에 미치는 영향을 측정한다. 1970년대에 등장했다. 이 영향은 인구 , 풍요 및 기술에 비례한다고 명시되어 있다.이는 환경 지속 가능성을 높이는 다양한 방법을 의미한다. 그 중 하나는 인구통제이다. 또 다른 하나는 에너지 소비와 같은 소비와 풍요를 줄이는 것이다.
경제적 비용

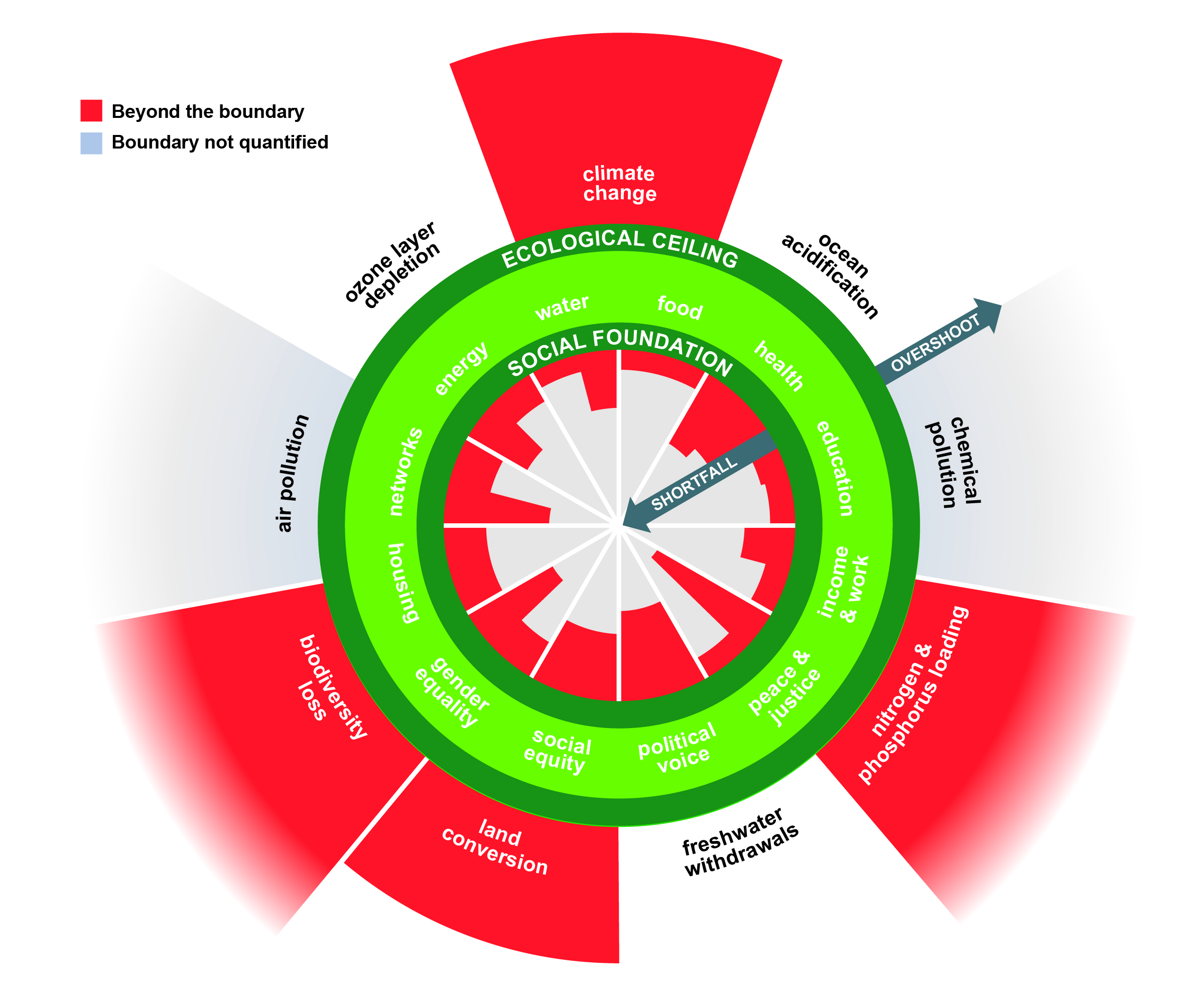
생태학적 한도가 어느 정도 초과되고 사회적 기반이 아직 충족되지 않았는지 나타내는 지표가 포함된 도넛 모델

환경경제학 전문가들은 공공 천연자원을 사용하는 데 드는 비용을 계산했다. 한 프로젝트에서는 생태계에 대한 피해와 생물다양성 손실을 계산했다. 이는 2007년부터 2011년까지 진행된 생태계 및 생물다양성 경제학 프로젝트였다.
환경적, 사회적 비용을 발생시키는 기업은 그에 대한 비용을 지불하지 않는 경우가 많다. 시장 가격도 그러한 비용을 반영하지 않는다. 결국, 이 문제를 해결하기 위해서는 대개 정부의 정책이 필요하다.
의사결정에서는 미래의 비용과 이익을 고려할 수 있다. 이를 위한 도구는 사회적 할인율이다. 미래세대에 대한 관심이 클수록 사회적 할인율은 낮아져야 한다. 또 다른 접근 방식은 생태계 서비스에 경제적 가치를 부여하는 것이다. 이를 통해 인지된 단기 복지 혜택에 대한 환경 피해를 평가할 수 있다. 한 가지 계산은 "생태계 복원에 지출되는 1달러당 생태계 상품 및 서비스로부터 3~75달러의 경제적 이익을 기대할 수 있다"는 것이다.
최근 몇 년 동안 경제학자 케이트 레이워스는 도넛 경제학 이라는 개념을 발전시켰다. 이는 사회적, 환경적 지속가능성을 경제적 사고에 통합하는 것을 목표로 한다.

## 장벽
지속가능성을 달성하기 어려운 데에는 여러 가지 이유가 있다. 이러한 이유에는 지속 가능성 장벽이라는 이름이 있다.
이러한 장벽을 해결하기 전에 이를 분석하고 이해하는 것이 중요하다. 자연과 그 복잡성("모든 것은 서로 연관되어 있다")으로 인해 일부 장벽이 발생한다.다른 것들은 인간의 조건에서 발생한다. 한 가지 예는 가치-행동 격차이다. 이는 사람들이 종종 자신의 신념에 따라 행동하지 않는다는 사실을 반영한다. 전문가들은 이러한 장벽을 지속 가능성 개념에 내재된 것으로 설명한다.
다른 장벽은 지속가능성 개념에 외부적이다. 극복할 수 있다는 뜻이다. 한 가지 방법은 공공재 소비에 가격표를 붙이는 것이다. 일부 외부 장벽은 지배적인 제도적 틀의 성격과 관련이 있다. 공공재에 대한 시장 메커니즘이 실패하는 경우를 예로 들 수 있다. 기존 사회, 경제, 문화는 소비 증가를 장려한다. 경쟁적인 시장 경제 에서 성장하려면 구조적인 필수 조건이 있다. 이는 필요한 사회적 변화를 방해한다.
또한, 지속가능성 정책을 시행하는 데 어려움을 겪는 데에는 몇 가지 장벽이 있다. 환경정책의 목표와 경제발전의 목표 사이에는 상충관계(trade-offs)가 존재한다. 환경 목표에는 자연 보호가 포함된다. 개발은 빈곤 감소에 초점을 맞출 수 있다.단기 이익과 장기 생존 가능성 사이에는 상충 관계도 있다.정치적 압력은 일반적으로 장기적보다는 단기적인 측면을 선호한다. 따라서 그들은 지속가능성 개선을 지향하는 행동에 장벽을 형성한다.

## 전환
구성 및 특징
유럽 환경청은 지속 가능성 전환을 "기후 변화, 오염, 생물 다양성 손실 또는 자원 부족과 같은 지속적인 문제를 완화하는 데 도움이 되는 보다 지속 가능한 구성으로 사회 기술 시스템을 근본적이고 광범위하게 변환하는 것"으로 정의한다.
한 전문가는 지속 가능성 전환이 "새로운 종류의 문화, 새로운 종류의 협업, 그리고 새로운 종류의 리더십에 의해 뒷받침되어야" 한다고 주장한다.이를 위해서는 "새롭고 친환경적인 자본재에 대한 대규모 투자와 동시에 지속 불가능한 시스템에서 자본을 이동"해야 한다.지속 불가능한 옵션보다 이러한 옵션을 선호한다.
지속가능성 전환을 위해서는 사회에 큰 변화가 필요하다. 그들은 근본적인 가치와 조직 원칙을 바꿔야 한다.이러한 새로운 가치는 "삶의 질과 물질적 충분성, 인간 연대와 글로벌 형평성, 자연과 환경의 지속 가능성과의 친화성"을 강조한다.전환은 광범위한 생활 방식 변화가 기술 발전을 동반하는 경우에만 작동할 수 있다.
변환에는 네 가지 중첩 프로세스가 있을 수 있다. 그들은 각각 다른 정치적 역학을 가지고 있다. 기술, 시장, 정부 또는 시민이 이러한 프로세스를 주도할 수 있다.
행동 원칙
사회를 보다 지속가능하게 만들기 위한 행동 원칙을 네 가지 유형으로 나눌 수 있다. 이는 자연 관련, 개인 관련, 사회 관련 및 시스템 관련 원칙이다.
- 자연 관련 원칙: 탈탄소화 ; 효율성, 충분성 및 일관성을 통해 인간이 환경에 미치는 영향을 줄인다. 긍정적인 태도를 취하십시오 - 환경 및 사회적 자본을 구축하십시오.
- 개인 원칙: 사색을 실천하고, 신중하게 정책을 적용하고, 검소함을 기념하세요.
- 사회 관련 원칙: 최소한의 특권을 가진 사람에게 최대한의 지원을 제공한다. 상호 이해, 신뢰 및 많은 승리를 추구한다. 사회적 결속과 협력을 강화한다. 이해관계자 참여; 교육 육성 - 지식을 공유하고 협력한다.
- 시스템 관련 원리: 시스템 사고를 적용한다 . 다양성을 조성한다. 대중과 관련된 내용을 더욱 투명하게 만든다. 옵션 다양성을 유지하거나 증가시킨다.

예시 단계
2017년에 과학자들은 1992년 세계 과학자들의 인류에 대한 경고 에 대한 업데이트를 발표했다.이는 환경적 지속가능성을 향해 나아가는 방법을 보여주었고 세 가지 영역의 단계를 제안했다.
- 소비 감소: 음식물 쓰레기를 줄이고 주로 식물성 식품으로 식단 전환을 촉진한다.
- 소비자 수 감소: 출산율을 더욱 감소시켜 인구 증가를 감소시킨다.
- 기술과 자연 보존: 몇 가지 관련된 접근 방식이 있다. 하나는 자연의 생태계 서비스를 유지하는 것이다. 또 하나는 새로운 녹색 기술을 장려하는 것이다. 또 하나는 에너지 사용을 변화시키는 것이다. 그 중 하나는 재생 가능 에너지원을 채택하는 것이다. 동시에 화석 연료를 통한 에너지 생산에 대한 보조금을 중단해야 한다.

지속 가능한 개발 목표를 위한 의제 2030

유엔 지속가능발전목표.

2015년 유엔은 지속가능발전목표 (SDGs)에 합의했다. 공식 명칭은 지속 가능한 개발 목표를 위한 의제 2030이다. UN은 이 프로그램을 매우 야심차고 변혁적인 비전으로 묘사했다. SDGs는 전례 없는 범위와 중요성을 갖고 있다고 말했다.
유엔은 "우리는 세계를 지속가능하고 회복력 있는 길로 전환하기 위해 시급히 필요한 대담하고 변혁적인 조치를 취하기로 결심했다"고 밝혔다.
17가지 목표와 목표는 혁신적인 단계를 제시한다. 예를 들어, SDGs는 지구의 미래를 보호하는 것을 목표로 한다. 여기서 UN은 "지속 가능한 소비와 생산, 천연 자원의 지속 가능한 관리, 기후 변화에 대한 긴급 조치 등을 통해 지구를 황폐화로부터 보호함으로써 현재와 미래 세대의 필요를 지원할 수 있도록"하겠다고 약속했다.

## 장벽 극복을 위한 선택지
경제성장 관련 이슈
생태경제적 디커플링은 경제성장과 환경보전 사이의 상충관계를 해결하기 위한 아이디어이다. 아이디어는 " 지속가능성을 향한 길로서 경제적 재화로부터 환경적 해악을 분리"하는 것이다.는 "경제 생산량 단위당 더 적은 자원을 사용하고 사용되는 자원이나 수행되는 경제 활동이 환경에 미치는 영향을 줄이는 것"을 의미한다.배출되는 오염물질의 강도를 통해 환경에 대한 압력을 측정할 수 있다. 이를 통해 디커플링을 측정할 수 있다. 절대적인 장기 디커플링의 예는 드물다. 그러나 일부 산업화된 국가에서는 GDP 성장을 생산 및 소비 기반 CO2 배출과 분리했다.
2020년의 한 연구에서는 필요한 분리에 대한 증거를 찾지 못했다. 이것은 180개의 과학 연구에 대한 메타 분석이었다 . 보고서는 "생태학적 지속가능성에 필요한 종류의 분리에 대한 증거가 없다"고 밝혔으며, "강력한 증거가 없는 경우 분리의 목표는 부분적으로 믿음에 달려 있다"고 밝혔다.
경제 성장과 환경 악화를 분리하는 것은 어렵다. 환경적, 사회적 비용을 발생시키는 주체가 일반적으로 이에 대한 비용을 지불하지 않기 때문이다. 따라서 시장 가격은 그러한 비용을 나타내지 않는다. 예 를 들어, 제품 가격에 포장 비용이 포함된다. 포장 비용을 고려할 수 있다. 그러나 해당 포장을 폐기하는 데 드는 비용은 생략될 수 있다. 경제학에서는 이러한 요인을 외부 효과 (이 경우에는 부정적인 외부효과)로 설명한다.
환경적, 사회적 비용과 이익을 경제 활동에 통합하는 방법은 다양하다. 예를 들면 다음과 같다: 활동에 과세(오염자가 지불 ); 긍정적인 효과가 있는 활동에 대한 보조금 지급( 관리 에 대한 보상)
정부 조치 및 지방 정부
2011년에 천연자원 및 환경경제학에 관한 한 교과서에서는 다음과 같이 명시했다. "이 문제를 진지하게 연구한 사람 중 어느 누구도 경제와 자연 환경의 관계가 전적으로 시장의 힘에 맡겨질 수 있다고 믿지 않는다."이는 정부의 조치 없이는 천연 자원이 장기적으로 과도하게 이용되고 파괴될 것임을 의미한다.
엘리너 오스트롬는 지방 정부가 시장이나 중앙 정부 외에 제 3의 선택이 될 수 있다고 말했다. 그녀는 소규모  지역 공동체의 사람들이 공유 천연 자원을 관리하는 방법을 연구했다.
그녀는 천연자원을 사용하는 공동체가 사용 및 유지 관리에 대한 규칙을 설정할 수 있음을 보여주었다. 이는 목초지, 어장, 숲과 같은 자원이다. 이는 경제적, 생태학적 지속가능성 모두로 이어진다. 성공적인 자치에는 참여자들 간의 빈번한 의사소통이 이루어지는 집단이 필요하다. 이 경우 그룹은 과도한 착취 없이 공공재의 사용을 관리할 수 있다.Ostrom의 작업을 바탕으로 일부 사람들은 다음과 같이 주장했다. "오늘날 공통 풀 자원은 서로 다른 에이전트가 서로를 모르고 서로 직접 통신할 수 없기 때문에 과잉 재배된다."
글로벌 정부

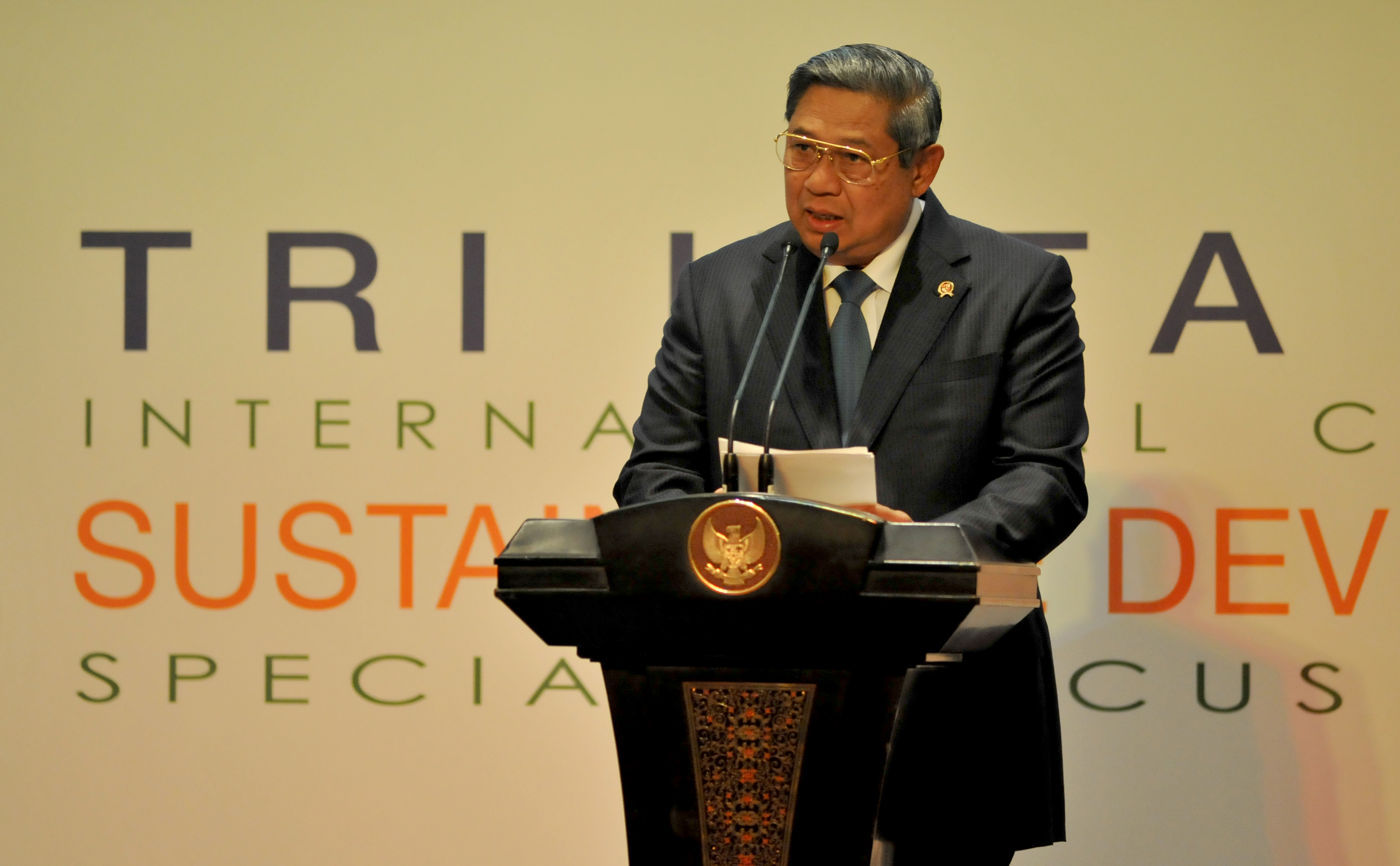
UN 지속가능발전솔루션네트워크 (SDSN) 인도네시아 지부 출범

글로벌 관심사에 관한 질문은 해결하기 어렵다. 글로벌 이슈에는 글로벌 솔루션이 필요하기 때문이다. 하지만 기존의 글로벌 기구(UN, WTO 등)는 자금이 부족하다.
다자간 국제 협정, 조약, 정부간 기구 (IGO)는 더 많은 도전에 직면해 있다. 이는 지속 가능성에 대한 장벽을 초래한다. 이러한 조치는 자발적인 약속에 의존하는 경우가 많다. 기후 행동을 위한 국가 결정 기여가 그 예이다. 기존 국내 또는 국제 규정의 시행이 부족할 수 있다. 그리고 다국적 기업과 같은 국제 행위자에 대한 규제에는 공백이 있을 수 있다. 일부 글로벌 조직을 비판하는 사람들은 합법성과 민주주의가 부족하다고 말한다. 이러한 비판에 직면한 기관으로는 WTO, IMF, 세계은행, UNFCCC, G7, G8 및 OECD 가 있다.

## 비정부 이해관계자의 대응

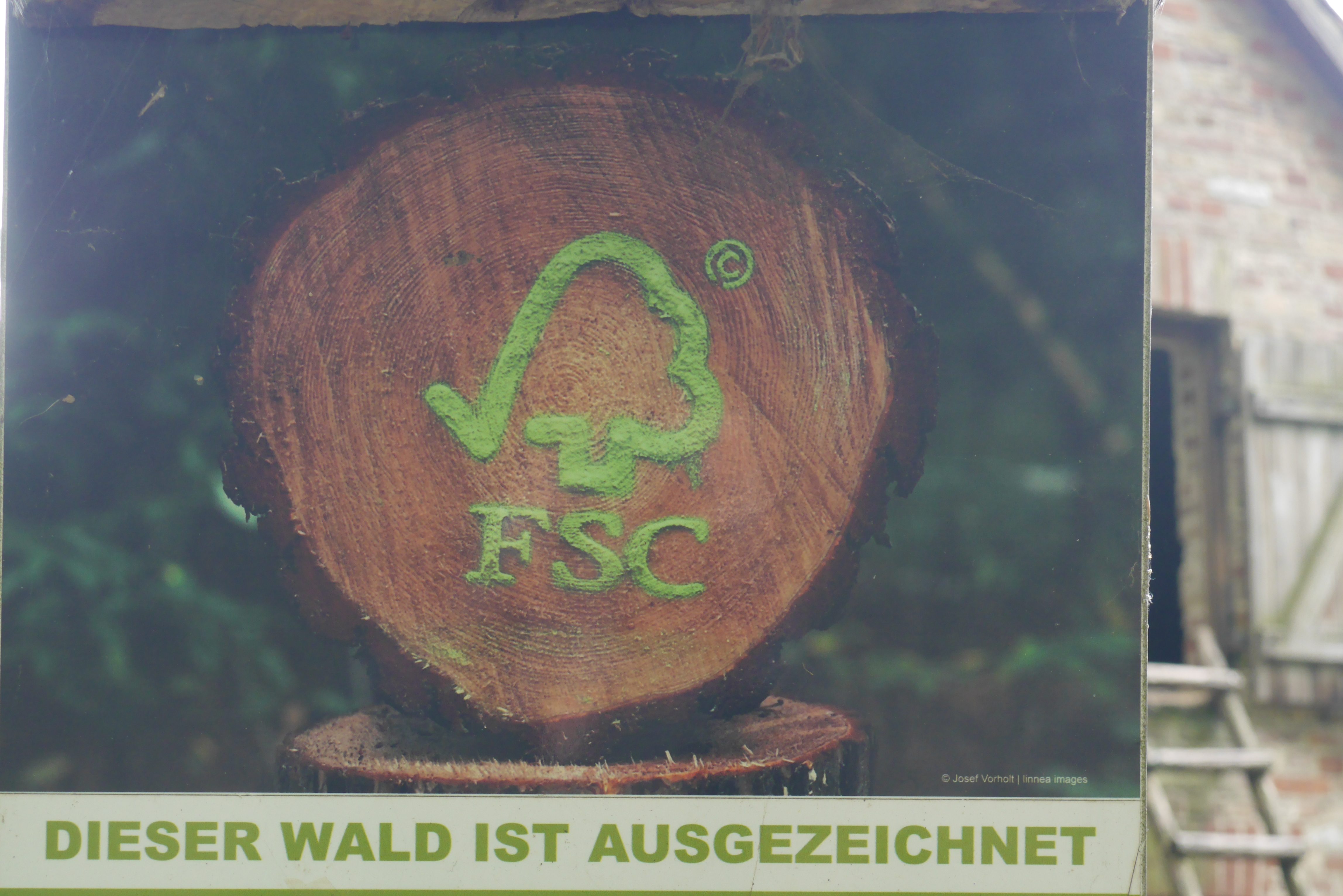
오늘날 대중은 주로 지속 가능한 생산을 특별한 품질 인증(여기서는 독일 산림의 목재 제품 에 대한 산림 관리 협의회 (FSC) 인증)과 연관시킨다.

지속 가능한 비즈니스 관행은 생태학적 관심과 사회 경제적 관심을 통합한다.이 접근 방식의 한 회계 프레임워크는 "사람, 행성 및 이익"이라는 문구를 사용한다. 이 접근법의 이름은 삼중 결론이다 . 순환 경제도 이와 관련된 개념이다. 그 목표는 경제 성장에서 환경적 압력을 분리하는 것이다.
종교 공동체
종교 지도자들은 자연과 환경의 지속 가능성을 돌보는 것이 중요하다고 강조해 왔다. 2015년에는 다양한 신앙을 가진 150명이 넘는 지도자들이 
2015년 파리에서 열린 UN 기후 정상회담 에서 공동 성명을 발표했다.그들은 2014년 뉴욕에서 열린 종교간 회의에서 발표된 성명을 반복했다.
다양한 신앙과 종교 전통의 대표자로서 우리는 지구와 인류에 대한 기후 변화의 결과에 대해 깊은 관심을 표명하기 위해 함께 섰다. 우리의 신앙이 드러내는 대로 우리 모두는 우리의 공동 관심에 맡겨져 있다. 기후변화는 실로 생명에 대한 위협이다. 우리가 받았고 보살펴야 할 소중한 선물이다.
개인
개인은 더욱 지속 가능한 방식으로 살아갈 수도 있다. 그들은 생활 방식을 바꾸고, 윤리적인 소비주의를 실천하고 , 검소함을 받아들일 수 있다.이러한 지속 가능한 생활 방식은 도시를 더욱 지속 가능하게 만들 수도 있다. 그들은 건축 환경을 변경함으로써 이를 수행한다. 이러한 접근 방식에는 지속 가능한 운송, 지속 가능한 건축 및 배출 제로 주택이 포함된다. 연구를 통해 집중해야 할 주요 문제를 확인할 수 있다. 여기에는 비행, 육류 및 유제품, 자동차 운전, 가계의 자급자족이 포함된다. 연구를 통해 충분함, 배려, 연대, 단순함의 문화를 조성하는 방법을 보여줄 수 있다.

## 비판
달성 불가
학자들은 다양한 각도에서 지속가능성과 지속가능한 발전의 개념을 비판해왔다. Dennis Medadows는 많은 사람들이 지속 가능성에 대한 Brundtland 정의를 사용하여 자신을 속이고 있다고 주장했다.이는 오늘날 현 세대의 요구가 실제로 충족되지 않기 때문이다. 대신, 현재의 필요를 충족시키기 위한 경제 활동은 미래 세대의 선택권을 축소할 것이다.
일부 학자들은 지속가능성 개념의 종말을 선언하기도 했다. 이는 이제 인간이 지구의 기후 시스템과 생태계에 상당한 영향을 미치기 때문이다.이러한 복잡하고 급진적이며 역동적인 문제로 인해 지속가능성을 추구하는 것이 불가능해질 수도 있다.
모호함
이 용어는 종종 도용되어 의미를 잃을 수 있다. 사람들은 지구를 구하고 쓰레기를 재활용하는 등 모든 종류의 일에 이를 사용한다. 구체적인 정의는 불가능할 수도 있다. 지속가능성은 규범적 구조를 제공하는 개념이기 때문이다. 그것은 인간 사회가 좋다고 생각하는 것, 바람직하다고 여기는 것을 묘사한다.
비록 단일한 정의가 부족하지만 이 개념은 여전히 유용한다. 학자들은 그 모호함이 실제로 해방을 가져올 수 있다고 주장해 왔다. 이는 "지속 가능성의 기본 목표(바람직한 조건의 유지 또는 개선 [...])를 보다 유연하게 추구할 수 있다"는 의미이기 때문이다.
혼란과 그린워싱
사람들은 지속 가능성 과 지속 가능한 개발 이라는 용어를 일반적으로 이해하는 방식과 다른 방식으로 사용할 수 있다. 이로 인해 혼란과 불신이 생길 수 있다. 따라서 특정 상황에서 용어가 어떻게 사용되는지에 대한 명확한 설명이 중요하다.
그린워싱은 기만적인 마케팅 관행이다. 회사나 조직이 제품, 정책 또는 기타 활동의 지속 가능성에 대해 오해의 소지가 있는 정보를 제공하는 경우이다. 투자자들은 이 문제가 위험에 노출되기 때문에 이를 경계하고 있다.